# Bakterioplankton
Bakterioplankton, bakterie planktonowe – rodzaj planktonu składający się z drobnoustrojów zawieszonych w wodzie. Wiele z nich przemieszcza się aktywnie, lecz ich zdolności lokomocyjne nie wystarczają, by przeciwstawiać się prądom wodnym. Bakterioplankton ma zwykle wymiary mniejsze niż 1 μm, lecz niektóre bakterie autotroficzne są większe.
Bakterioplankton pełni różne funkcje troficzne:
- producentów pierwotnych – w strefie tlenowej pełnione przez organizmy chemolitoautotroficzne; w strefie beztlenowej pełnione przez organizmy fotolitoautotroficzne,
- destruentów.

W rozkładzie materii organicznej biorą też udział planktonowe grzyby, które częściowo mogą pełnić rolę destruentów a częściowo pasożytów.